# Muthoni Kirima

Muthoni wa Kirima (1931 – 4 tháng 9 năm 2023) là một nữ chiến binh hàng đầu của Quân đội tự do Kenya và Cuộc nổi dậy Mau Mau vào những năm 1950. Rất ít phụ nữ của Cuộc nổi dậy Mau Mau trở thành những chiến binh tinh nhuệ. Muthoni là người phụ nữ duy nhất đạt được cấp hàm nguyên soái của Mau Mau.

## Tuổi trẻ
Muthoni wa Kirima sinh năm 1931, có bố mẹ làm việc tại một trang trại kiểu châu Âu ở khu vực trung tâm của Kenya. Cô hoạt động cách mạng khi cô còn là một cô gái, tiết kiệm tiền để tài trợ cho những chuyến du lịch ra nước ngoài của Jomo Kenyatta. Sau khi kết hôn với Tướng Mutungi, cô chuyển đến một khu bảo tồn làng dành cho người châu Phi ở Nyeri trước khi gia nhập Mau Mau.

## Cuộc nổi dậy Mau Mau
Ở độ tuổi 20, cô làm điệp viên cho các chiến binh Mau Mau. Cô đã cắm trại trong rừng khi chiến tranh nổ ra vào năm 1952.
Trong chiến tranh, Muthoni bị thương hai lần. Có lần, cô và bảy chiến binh khác bị tấn công. Cô đã bò đến nơi an toàn với một vết thương do đạn bắn vào vai, trong khi những người khác đã bị giết.
Cô rời khỏi rừng sau khi Kenya giành được độc lập từ Anh vào năm 1963. Chồng cô, Tướng Mutungi, đã chết hai năm sau đó.

## Kinh doanh
Field Marshal Muthoni có giấy phép buôn bán ngà voi vào năm 1966, Việc bán ngà voi hoang dã của cô đã kết thúc vào năm 1976 khi việc buôn bán ngà voi bị cấm.

## Cuối đời
Năm 1990, cô là ủy viên hội đồng được đề cử trong Hội đồng hạt Nyeri, miền trung Kenya.
Năm 1998, Tổng thống Daniel arap Moi đã trao cho cô một huy chương vì sự phục vụ xuất sắc và năm 2014, Tổng thống Uhuru Kenyatta trao cô Giải thưởng Head of State Commendation.
Bà qua đời tại Nairobi vào ngày 4 tháng 9 năm 2023, thọ 92 tuổi.